# Rowena Jackson
Rowena Othlie Jackson (Invercargill, 24 marzo 1926 – Brisbane, 15 agosto 2024) è stata una ballerina e direttrice artistica neozelandese.

## Biografia
Rowena Jackson nacque il 24 marzo 1926 ad Invercargil, figlia di William Ernest Jackson e Lilian Jane Solomon. 
Il suo talento nella danza emerse fin da bambina, tanto che nel 1939 si tenne un concerto di beneficenza ad Auckland per raccogliere i fondi necessari per mandarla a studiare a Parigi. Tuttavia, lo scoppio della seconda guerra mondiale le impedì di partire e Rowena Jackson proseguì con gli studi a Melbourne e Sydney.
Dopo aver vinto una borsa di studio per la Royal Academy of Dance nel 1941, nel 1946 si unì al Sadler's Wells Ballet di Londra e nel 1954 fu promossa al rango di prima ballerina della compagnia, il futuro Royal Ballet. All'interno della compagnia danzò molti dei grandi ruoli femminili del repertorio, tra cui Odette e Odile ne Il lago dei cigni (Petipa/Ivanov) Aurora ne La bella addormentata (Petipa) Giselle nel balletto omonimo (Perrot/Petipa/Coralli), Swanhilda in Coppélia (Petipa/Cecchetti, Ivanov/Sergéev) e la Fata d'Autunno in Cenerentola (Ashton). Si fece apprezzare per la sua tecnica e velocità, ricevendo grandi lodi in particolare per i suoi fouettés: nel 1940 stabilì un record mondiale eseguendo 121 fouettés en tournant sur place consecutivi.
Nel 1958 sposò il primo ballerino Philip Chatfield e l'anno successivo entrambi lasciarono il Covent Garden per tornare in Nuova Zelanda, dove Rowena Jackson fu nominata direttrice artistica del Royal New Zealand Ballet. Dopo il pensionamento nel 1993 la coppia si trasferì a Gold Coast. Jackson e Chatfield furono sposati per sessantadue anni, fino alla morte dell'uomo avvenuta nel 2021; la coppia ebbe due figli.
Morì a Brisbane il 15 agosto 2024 all'età di 98 anni.